# Jungsan
Jungsan (Hán Việt: Tắng San) là một huyện của tỉnh Pyongan Nam tại Cộng hòa Dân chủ Nhân dân Triều Tiên. Huyện giáp với Pyongwon ở phía bắc, với Onchon ở phía nam, với Taedong ở phía đông, với Kangso ở phía đông nam, và giáp với Hoàng Hải ở phía tây. Năm 2008, dân số toàn huyện là 113.613 người (54.292 nam và 59.321 nữ), trong đó, dân cư đô thị là 23.578 người (20,8%), còn dân cư nông thôn là 90.035 người (79,2%).